# Botev

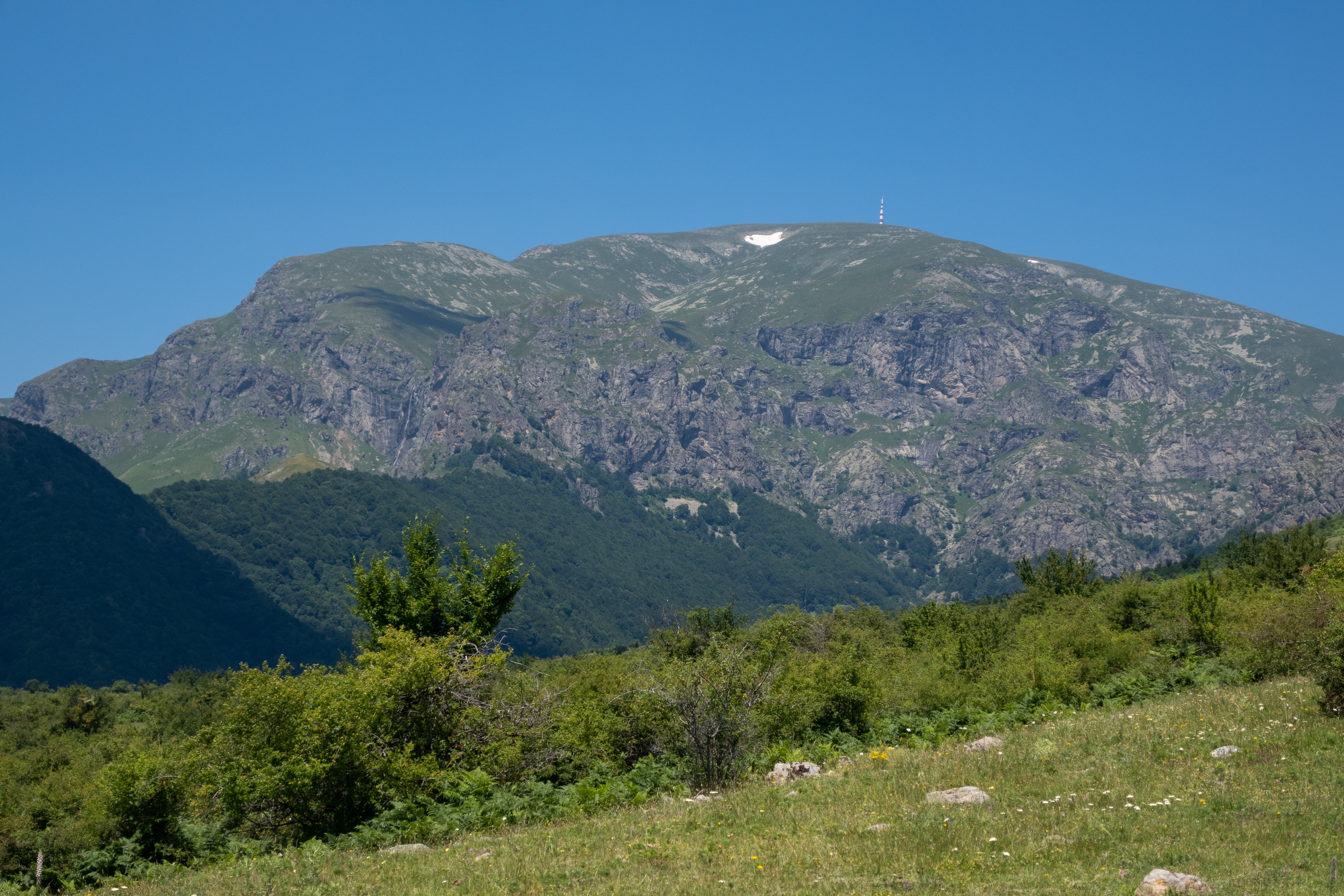

De Botev is een berg in het Balkangebergte. De top ligt op 2,376 meter en is het hoogste punt van deze bergrug. Tot 1950 heette deze berg Joemroektsjal, totdat de berg naar de Bulgaarse dichter Christo Botev werd hernoemd. Bovenop de berg ligt een weerstation en een radiotoren.